# Benno Köhler
Konrad Ludwig Benno Köhler (* 25. Mai 1883 in Hohenhameln; † 26. November 1951 in Berlin) war ein deutscher Jurist. Er war als Staatsanwalt als Ankläger in viele politische Prozesse in der Spätphase der Weimarer Republik verwickelt.

## Leben und Tätigkeit
Köhler schlug zunächst die Karriere als Berufsoffizier ein. In den 1920er Jahren wechselte er dann in die Juristerei und wurde als Jurist bei der Staatsanwaltschaft beim Landgericht Berlin I tätig.
1930 klagte Köhler Joseph Goebbels an, nachdem dieser dazu aufgerufen hatte, dass Verbot, NS-Symbole öffentlich zu zeigen, zu missachten. Im Februar 1931 vertrat Köhler die Anklage in der Berufungsverhandlung gegen den kommunistischen Anwalt Hans Litten. Am 13. Mai 1932 vertrat Köhler die Anklage in dem seinerzeit viel beachteten Schnellgerichtsverfahren gegen vier nationalsozialistische Reichstagsabgeordnete (Edmund Heines, Gregor Strasser, Wilhelm Stegmann und Fritz Weitzel) vor dem Schöffengericht Moabit, die beschuldigt wurden sich am Vortag an zwei tätlichen Angriffen (erst im Reichstagsrestaurant, später im Wandelgang) auf den sozialdemokratischen Publizisten Helmuth Klotz im Reichstagsgebäude beteiligt zu haben.
Köhler bearbeitete auch im Oktober 1931 eine Anzeige gegen Adolf Hitler, dem vorgeworfen wurde bei seiner Vernehmung am 8. Mai 1931 vor dem Schwurgericht des Landgerichts III in der Strafsache gegen Stief und Genossen einen Falscheid oder Meineid geleistet zu haben. Er lehnte die Erhebung einer Anklage gegen Hitler jedoch ab, da er dies als nicht nachweisbar erachtete.
Nach dem Regierungsantritt der Nationalsozialisten wurde Köhler beurlaubt und schließlich auf Grundlage des Gesetzes zur Wiederherstellung des Berufsbeamtentums aus dem Staatsdienst entlassen. Dies wurde im September 1933, u. a. im Völkischen Beobachter, öffentlich bekannt gegeben:

„[Mit Köhler und Oberstaatsanwalt Binder] sind zwei markante Vertreter des schwarz-roten [d.h. katholisch-sozialdemokratischen] Systems von der Bildfläche verschwunden. Köhler war als politischer Dezernent besonders in den Knebelungsprozessen gegen die nationale Presse hervorgetreten und hatte sich dabei durch eine ganz ungewöhnliche Schärfe ausgezeichnet. Der schöne Benno, wie er genannt wurde, Demokrat vom Scheitel bis zum Lackschuh, hatte ganz vergessen, dass er einst den bunten Rock trug und ein politischer Stellungswechsel bei einem ehemaligen Königlich-Preußischen Hauptmann noch weniger verständlich erscheinen musste.“

Im Jahr 1933 verbrachte Köhler auch einige Monate als Gefangener im KZ Oranienburg.

## Ehe und Familie
Köhler heiratete am 18. August 1914 in Krefeld Auguste Emma Gertrud Lasius.